# Gyazabakhan
Gyazabakhan är en ort i Azerbajdzjan.   Den ligger i distriktet Tovuz Rayonu, i den västra delen av landet, 400 km väster om huvudstaden Baku. Gyazabakhan ligger 1 663 meter över havet och antalet invånare är 414.
Terrängen runt Gyazabakhan är kuperad. Närmaste större samhälle är Beyuk-Kyshlag, 4,4 km nordost om Gyazabakhan. 
Trakten runt Gyazabakhan består i huvudsak av gräsmarker. Runt Gyazabakhan är det ganska tätbefolkat, med 70 invånare per kvadratkilometer.